# Oliver Edvardsen
Oliver Valaker Edvardsen (* 19. března 1999) je norský profesionální fotbalista, který hraje na pozici útočníka za nizozemský klub AFC Ajax.

## Klubová kariéra
Edvardsen vyrůstal v klubu Drøbak-Frogn a svůj seniorský debut si odbyl v roce 2014. Poté, co reprezentoval Norsko U16, se připojil k mládežnickým týmům Strømsgodset a Vålerenga, ale jako starší hráč přestoupil do Grorudu. V první polovině roku 2019 skóroval 12krát v 19 ligových a pohárových zápasech a následně ho koupil Stabæk.
Dne 15. července 2022 podepsal Edvardsen tříletou smlouvu s Go Ahead Eagles v Nizozemsku.
Dne 31. ledna 2025 podepsal Edvardsen smlouvu na tři a půl roku s Ajaxem s opcí na prodloužení o další rok.

## Statistiky

### Klubové
Platí k zápasu hranému 6. března 2025.
| Klub              | Sezóna            | Liga              | Liga   | Liga | Národní pohár | Národní pohár | Kontinentální | Kontinentální | Celkově | Celkově |
| Klub              | Sezóna            | Soutěž            | Zápasy | Góly | Zápasy        | Góly          | Zápasy        | Góly          | Zápasy  | Góly    |
| ----------------- | ----------------- | ----------------- | ------ | ---- | ------------- | ------------- | ------------- | ------------- | ------- | ------- |
| Drøbak-Frogn      | 2014              | 2. divisjon       | 2      | 0    | 0             | 0             | –             | –             | 2       | 0       |
| Drøbak-Frogn      | 2015              | 3. divisjon       | 15     | 7    | 1             | 1             | –             | –             | 16      | 8       |
| Drøbak-Frogn      | Celkově           | Celkově           | 17     | 7    | 1             | 1             | –             | –             | 18      | 8       |
| Strømsgodset 2    | 2016              | 2. divisjon       | 6      | 0    | –             | –             | –             | –             | 6       | 0       |
| Vålerenga 2       | 2017              | 2. divisjon       | 22     | 2    | –             | –             | –             | –             | 22      | 2       |
| Vålerenga 2       | 2018              | 2. divisjon       | 16     | 5    | –             | –             | –             | –             | 16      | 5       |
| Vålerenga 2       | Celkově           | Celkově           | 38     | 7    | –             | –             | –             | –             | 38      | 7       |
| Grorud            | 2019              | 2. divisjon       | 16     | 10   | 3             | 2             | –             | –             | 19      | 12      |
| Stabæk            | 2019              | Eliteserien       | 8      | 2    | 0             | 0             | –             | –             | 8       | 2       |
| Stabæk            | 2020              | Eliteserien       | 29     | 6    | 0             | 0             | –             | –             | 29      | 6       |
| Stabæk            | 2021              | Eliteserien       | 25     | 7    | 1             | 0             | –             | –             | 26      | 7       |
| Stabæk            | 2022              | Adeccoligaen      | 15     | 4    | 1             | 0             | –             | –             | 16      | 4       |
| Stabæk            | Celkově           | Celkově           | 77     | 19   | 2             | 0             | –             | –             | 79      | 19      |
| Go Ahead Eagles   | 2022/23           | Eredivisie        | 28     | 7    | 2             | 0             | –             | –             | 30      | 7       |
| Go Ahead Eagles   | 2023/24           | Eredivisie        | 33     | 7    | 2             | 3             | –             | –             | 35      | 10      |
| Go Ahead Eagles   | 2024/25           | Eredivisie        | 14     | 8    | 2             | 1             | 0             | 0             | 16      | 9       |
| Go Ahead Eagles   | Celkově           | Celkově           | 75     | 22   | 6             | 4             | 0             | 0             | 81      | 26      |
| Ajax              | 2024/25           | Eredivisie        | 4      | 2    | —             | —             | 3             | 0             | 7       | 2       |
| Celkově v kariéře | Celkově v kariéře | Celkově v kariéře | 233    | 67   | 12            | 7             | 3             | 0             | 248     | 74      |